# Municipio de Zumpahuacán
El municipio de Zumpahuacán es uno de los 125 municipios del Estado de México, se trata de una comunidad principalmente rural que tiene una superficie de 201,54 km². Limita al norte con Tenancingo, al noroeste con Ixtapan de la Sal, al este con  Malinalco, al oeste con Tonatico y al sur y al sureste con el estado de Guerrero.
En su llegada a Zumpahuacán también se puede visitar el pueblo de Quilocán y de Tzompahuacán.

## Historia
Zumpahuacán tiene como base fundamental el arraigo a sus raíces y su cultura que simboliza el pasado, presente y futuro de su historia, y es a partir del patrimonio histórico y cultural. Según la mitología del municipio, los antepasados seleccionaban las plantas para vencer o dominar a sus enemigos, siendo de esta manera que encontraron el zompantli o árbol de colorín, que tiene propiedades psicotrópicas.
Los momentos de presencia militar en Zumpahuacán son correspondientes a la época prehispánica, aproximadamente en los siglos XV, XVI y XX.
La primera época han quedado vestigios materiales, como: construcciones, esculturas, tepalcates y cerámicas. Dichos elementos verifican las actividades a las que se dedicaron los habitantes de aquellos años, como son la mercantil, la artística y la guerrera.
La cerámica indica que hubo gente de procedencia azteca, matlazinca, o del actual estado de Guerrero. También la existencia de puntas de flecha indica la presencia de guerreros, confirmadas por las construcciones que se sitúan en las laderas de los cerros.

## Toponimia
La localidad se denomina de la lengua náhuatl Tzompahuacan, que se traduce como "lugar donde hay árboles de tzompantli o colorín".

## Hechos históricos
- 1918: La población que se encontraba en los cerros y cuevas, regresó a la cabecera municipal (reconcentración).[6]
- 1947: Inicia la construcción de la brecha Tenancingo-Zumpahuacán.[6]
- 1963: Se promovió la instalación de energía eléctrica.[6]

## Demografía
La población actual es de 18,833 Siendo 9,088 hombres y 9,745 mujeres.

## Patrimonio

### Sitio arqueológico
El sitio de Quilocán o "San Juan Viejo" en el municipio de Zumpahuacán tiene una similitud con el municipio de Pilcaya, esto se debe principalmente a los asentamientos estratégicos; es decir, aprovechaban las plataformas naturales y que fueron determinantes para la fundación de Zumpahuacán.
Los poblados próximos al sitio arqueológico son: "La Audiencia" y "San Bartolo" en Tonatico; "Progreso Hidalgo" en Villa Guerrero; y rodeando el cerro de "Tlachichilpa" en Zumpahuacán.

### Glifo de Zumpahuacán
Las alfardas simbolizan el templo donde colocaban los cráneos de quienes eran sacrificados. La bandera de color blanco simboliza la pureza de un pueblo. En medio se encuentra una flor de zompantli de color rojo. Y el cráneo es atravesado por una lanza, que simboliza un pueblo guerrero.

### Artesanías
1. Fibras vegetales: con izote[9] se elaboran morrales, carteras, monederos y cojines. Con ocoxal elaboran canastas, tanas y tortilleros. Y con palma se elaboran petates, aventadores y escobetas.
2. Textiles: puntas de rebozo con figuras geométricas o flores.

### Gastronomía
1. Tamal de frijol chino: está elaborado con masa rellena de frijol chino. Consumido en días festivos como Día de Muertos o el Día de la Candelaria.
2. Tortas de zompantli: es una planta comestible, nativa del municipio. Está en diferentes presentaciones como capeadas de huevo en tómate, chile de árbol o en mole verde.
3. Mezcal: es una bebida artesanal elaborada en alambiques (troncos de árbol).[10]

## Cuentos y leyendas
1. Leyenda de Santa Ana
2. El Rey Quilocan (Costal)[11]
3. La Campana
4. La Campana de Oro de Quilocan
5. El Comerciante de Zumpahuacán
6. Advertencia del Rey Costal[12]
7. El Cerro del Pipil al Este de Zumpahuacán
8. El Cerro de Tozquihua, al Noreste de Zumpahuacán[6]

## Personajes Ilustres
- Asunción Villegas Torres "Chona la Tequerra" (1887-1966).[13][14]
- Felipe A. Castañeda Gutiérrez (1864 - 1894).[5]
- Pedro Saavedra Brito (1888 - 1933).
- Carmen Marcelino Castañeda (1908-1988).[6]